# بالوانو
بالوانو (به ایتالیایی: Balvano) یک کومونه در ایتالیا است که در استان پوتنزا واقع شده‌است.

## خصوصیات
بالوانو ۴۱ کیلومترمربع مساحت و ۱٬۹۳۸ نفر جمعیت دارد و ۴۲۵ متر بالاتر از سطح دریا واقع شده‌است.